# التصنيفات الدولية لكوريا الجنوبية
تتضمن هذه المقالة قائمة التصنيفات الدولية المتعلقة بكوريا الجنوبية.

## المؤشرات الاقتصادية

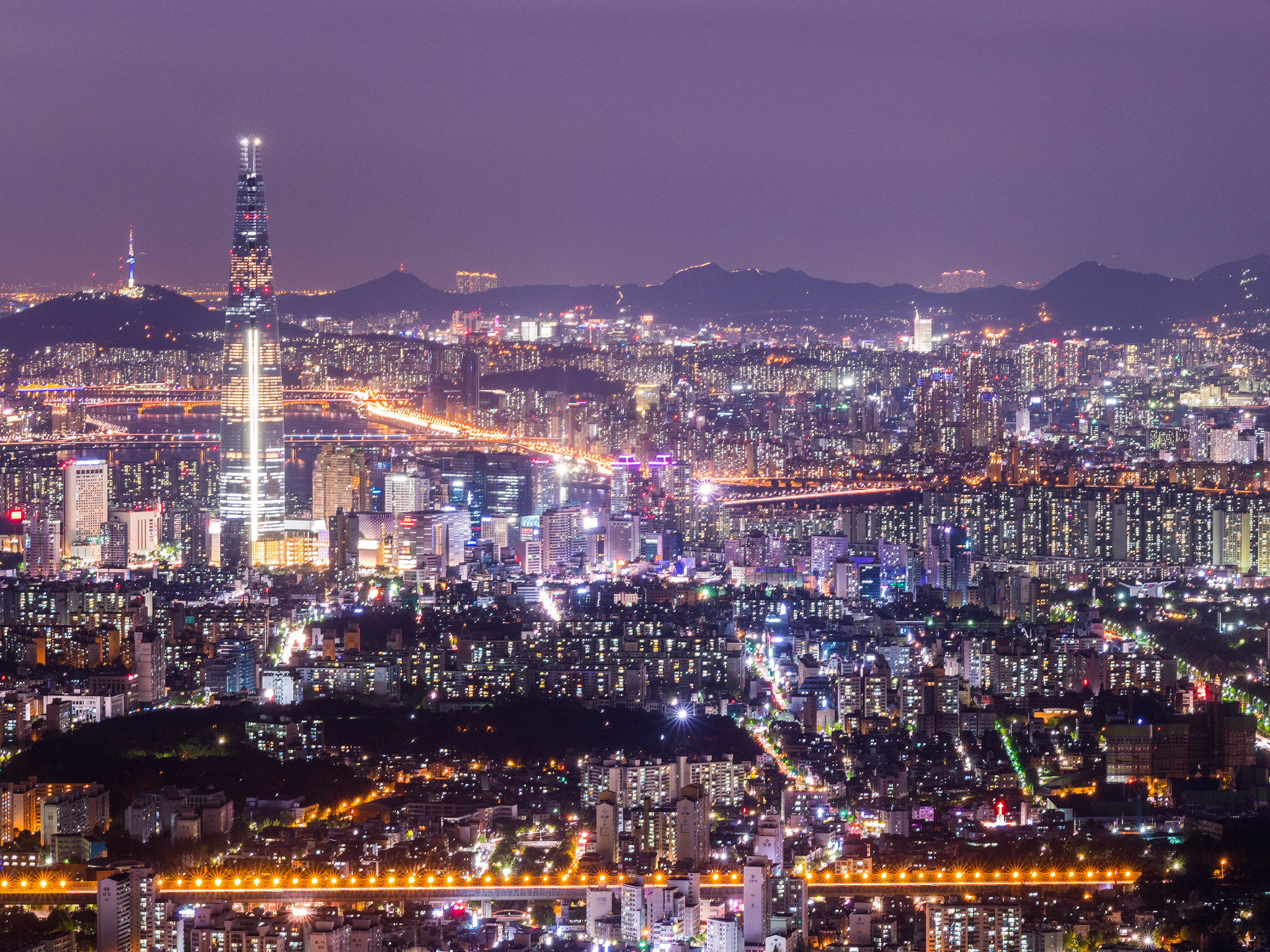
تحتل سول المرتبة الخامسة في الناتج المحلي الإجمالي بين المدن العالمية والثانية في الناتج المحلي الإجمالي للمدن الآسيوية.

| التصنيف                                                                             | السنة | الترتيب | من أصل (دول) | المرجع                                        |
| ----------------------------------------------------------------------------------- | ----- | ------- | ------------ | --------------------------------------------- |
| منظمة التعاون الاقتصادي والتنمية – دخل الأسرة                                       | 2013  | 3       | 34           |                                               |
| منظمة التعاون الاقتصادي والتنمية – دخل الأسرة                                       | 2013  | 8       | 34           |                                               |
| منظمة العمل الدولية – قائمة الدول حسب متوسط الأجر                                   | 2009  | 10      | 72           | نسخة محفوظة 2018-09-09 على موقع واي باك مشين. |
| غالوب – دولة متقدمة                                                                 | 2013  | 8       | 131          |                                               |
| غالوب – دولة متقدمة                                                                 | 2013  | 15      | 131          |                                               |
| البنك الدولي – مؤشر سهولة ممارسة الأعمال                                            | 2016  | 4       | 183          |                                               |
| كتاب حقائق العالم – قائمة الدول حسب الصادرات                                        | 2014  | 5       | 194          |                                               |
| كتاب حقائق العالم – قائمة البلدان حسب الواردات                                      | 2014  | 7       | 194          |                                               |
| صندوق النقد الدولي – قائمة الدول حسب الناتج المحلي الإجمالي                         | 2016  | 11      | 179          |                                               |
| صندوق النقد الدولي – قائمة الدول حسب الناتج المحلي الإجمالي (تعادل القوة الشرائية)  | 2016  | 13      | 180          |                                               |
| صندوق النقد الدولي – قائمة الدول حسب الناتج المحلي الإجمالي (الاسمي) للفرد          | 2014  | 29      | 180          |                                               |
| صندوق النقد الدولي – قائمة الدول حسب الناتج المحلي الإجمالي (القدرة الشرائية) للفرد | 2014  | 30      | 181          |                                               |
| صندوق النقد الدولي – قائمة الدول حسب احتياطي النقد الأجنبي                          | 2015  | 6       | 98           |                                               |
| المنتدى الاقتصادي العالمي – Financial Development Index                             | 2012  | 15      | 62           |                                               |
| المنتدى الاقتصادي العالمي – تقرير التنافسية العالمي                                 | 2019  | 13      | 141          |                                               |
| المنتدى الاقتصادي العالمي – Global Enabling Trade Report                            | 2014  | 30      | 138          |                                               |
| IMD – World Competitiveness Yearbook                                                | 2015  | 25      | 60           |                                               |
| وول ستريت جورنال / مؤسسة التراث – مؤشر الحرية الاقتصادية                            | 2023  | 14      | 184          | قالب:Unfit                                    |
| منظمة التعاون الاقتصادي والتنمية – Job security                                     | 2012  | 4       | 34           |                                               |
| معهد ماساتشوستس للتقانة – قائمة الدول حسب التعقيد الاقتصادي                         | 2012  | 5       | 124          |                                               |
| Connectivity Scorecard                                                              | 2012  | 18      | 52           | [usurped]                                     |
| البنك الدولي – Logistics Performance Index                                          | 2023  | 17      | 139          |                                               |
| البنك الدولي – Paying Taxes                                                         | 2014  | 25      | 189          |                                               |
| Grant Thornton – Global Dynamism Index                                              | 2013  | 14      | 60           |                                               |
| فيديكس Opportunity Index – Business Rank                                            | 2008  | 2       | 109          |                                               |
| معهد ميلكن – Capital Access Index                                                   | 2009  | 12      | 122          |                                               |
| دي إتش إل إكسبريس – Global Connectedness Index                                      | 2014  | 13      | 140          |                                               |
| ماكنزي – Connectedness Index                                                        | 2012  | 20      | 131          | نسخة محفوظة 2016-01-23 على موقع واي باك مشين. |

## التعليم
| التصنيف                                                                    | السنة | الترتيب | من أصل (دول) | المرجع |
| -------------------------------------------------------------------------- | ----- | ------- | ------------ | ------ |
| منظمة التعاون الاقتصادي والتنمية – قائمة الدول حسب مستوى التعليم العالي    | 2011  | 4       | 35           |        |
| منظمة التعاون الاقتصادي والتنمية البرنامج الدولي لتقييم الطلبة – الرياضيات | 2012  | 8       | 34           |        |
| منظمة التعاون الاقتصادي والتنمية البرنامج الدولي لتقييم الطلبة – القراءة   | 2012  | 2       | 34           |        |
| منظمة التعاون الاقتصادي والتنمية البرنامج الدولي لتقييم الطلبة – العلوم    | 2012  | 4       | 34           |        |
| الاتجاهات في الدراسة العالمية للرياضيات والعلوم – رياضيات الصف الرابع      | 2011  | 2       | 52           |        |
| الاتجاهات في الدراسة العالمية للرياضيات والعلوم – رياضيات الصف الثامن      | 2011  | 9       | 52           |        |
| الاتجاهات في الدراسة العالمية للرياضيات والعلوم – علوم الصف الرابع         | 2011  | 23      | 52           |        |
| الاتجاهات في الدراسة العالمية للرياضيات والعلوم – علوم الصف الثامن         | 2011  | 3       | 52           |        |
| معهد القياسات الصحية والتقييم – متوسط سنوات الدراسة للإناث                 | 2010  | 3       | 206          |        |

## البيئة
| المؤشر                                                                          | السنة | الترتيب | من أصل (دول) | المرجع |
| ------------------------------------------------------------------------------- | ----- | ------- | ------------ | ------ |
| جامعة ييل / جامعة كولومبيا – مؤشر الأداء البيئي                                 | 2014  | 43      | 178          |        |
| جامعة الأمم المتحدة للبيئة والأمن البشري – قائمة الدول حسب خطر الكوارث الطبيعية | 2013  | 62      | 172          |        |

## الصحة والأمان

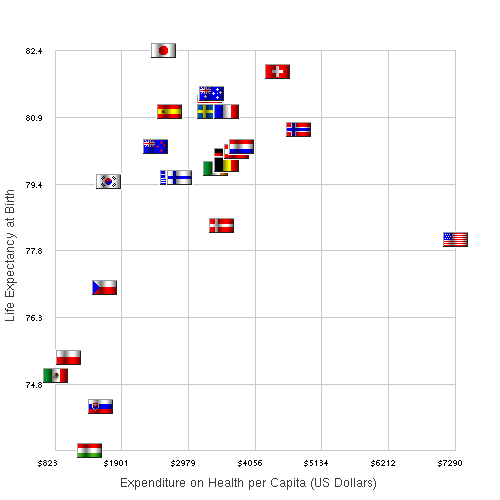
مقارنة بين الإنفاق على الرعاية الصحية ومتوسط العمر المتوقع في بعض البلدان في عام 2007

ملاحظة: في حالة الإحصائيات ذات المعاني المتضاربة المحتملة، تكون الإحصائيات الإيجابية تحتل مرتبة أعلى، بينما الإحصائيات السلبية تحتل مرتبة أقل
| المؤشر                                                                                                   | السنة     | الترتيب | من أصل (دول) | المرجع |
| --- | --------- | ------- | ------------ | ------ |
| منظمة الصحة العالمية – خطر الوفاة بسبب الأمراض غير المعدية                                               | 2008      | 9       | 194          |        |
| منظمة التعاون الاقتصادي والتنمية – قائمة الدول حسب متوسط العمر المتوقع                                   | 2013      | 11      | 34           |        |
| منظمة الصحة العالمية – وفيات الرضع                                                                       | 2005–2010 | 19      | 193          |        |
| منظمة الصحة العالمية – قائمة الدول حسب إجمالي الإنفاق الصحي حسب نوع التمويل                              | 2012      | 31      | 34           |        |
| منظمة التعاون الاقتصادي والتنمية – وبائيات البدانة                                                       | 2009      | 5       | 34           |        |
| منظمة التعاون الاقتصادي والتنمية – قائمة الدول حسب عدد أسرة المستشفيات                                   | 2011      | 2       | 34           |        |
| منظمة التعاون الاقتصادي والتنمية – قائمة الدول حسب استهلاك المشروبات الكحولية للفرد                      | 2011      | 13      | 34           |        |
| منظمة التعاون الاقتصادي والتنمية – انتشار استخدام التبغ                                                  | 2010      | 26      | 41           |        |
| منظمة التعاون الاقتصادي والتنمية – قائمة الدول حسب معدلات الإصابة بالسرطان                               | 2012      | 27      | 34           |        |
| منظمة التعاون الاقتصادي والتنمية – معدل البقاء على قيد الحياة لمدة 5 سنوات لمرضى سرطان القولون والمستقيم | 2006–2011 | 9       | 23           |        |
| منظمة التعاون الاقتصادي والتنمية – السكتة الدماغية النزفية: معدل الوفيات داخل المستشفى خلال 30 يومًا      | 2011      | 3       | 32           |        |
| منظمة التعاون الاقتصادي والتنمية – السكتة الدماغية الإقفارية: معدل الوفيات داخل المستشفى خلال 30 يومًا    | 2011      | 2       | 33           |        |
| قائمة الدول حسب معدل جرائم القتل                                                                         | 2011      | 6       | 192          |        |

## الصناعة

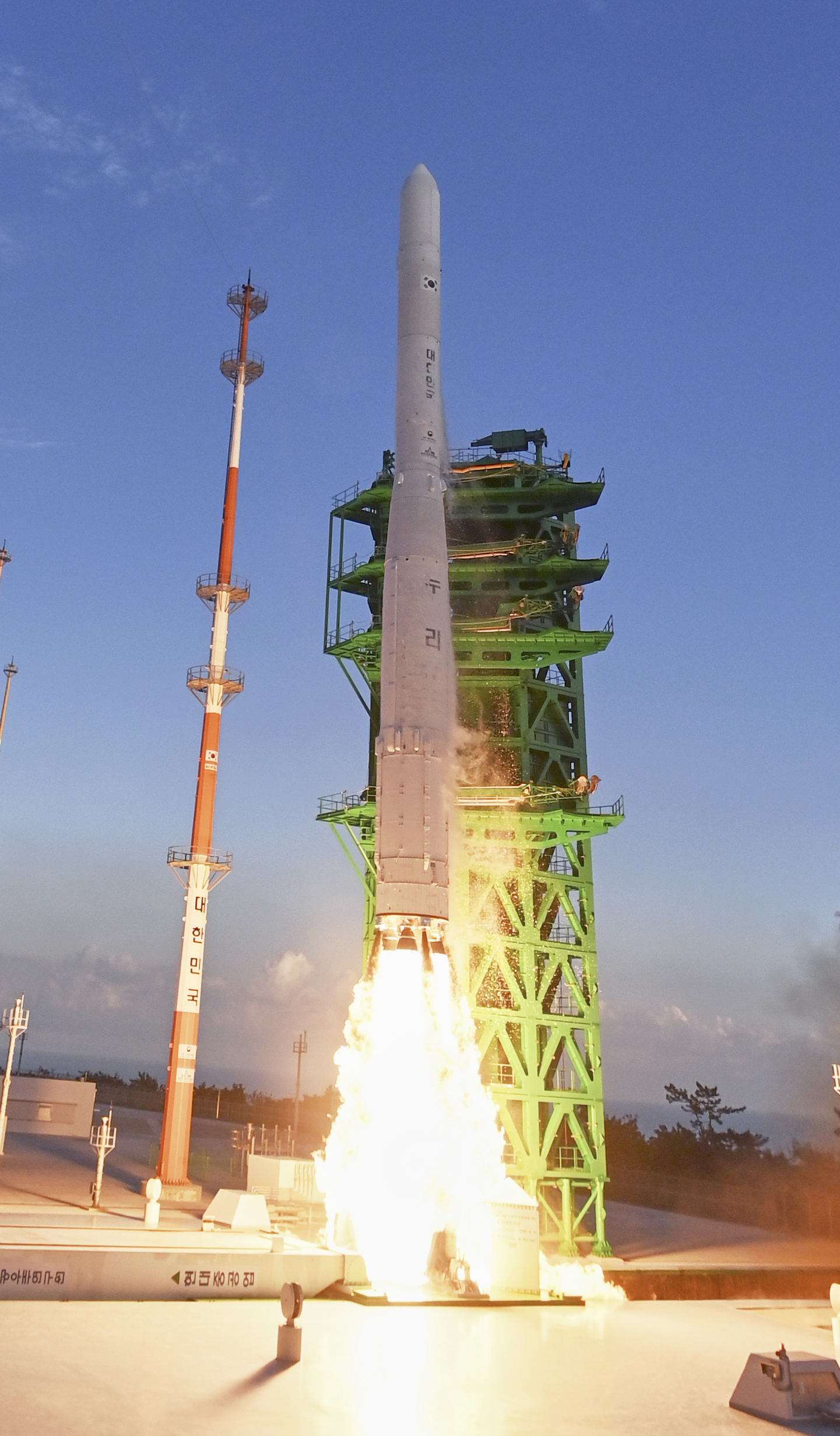
KSLV-II Nuri launching from the Launch Pad 2 at Naro Space Center, 21 October 2021.

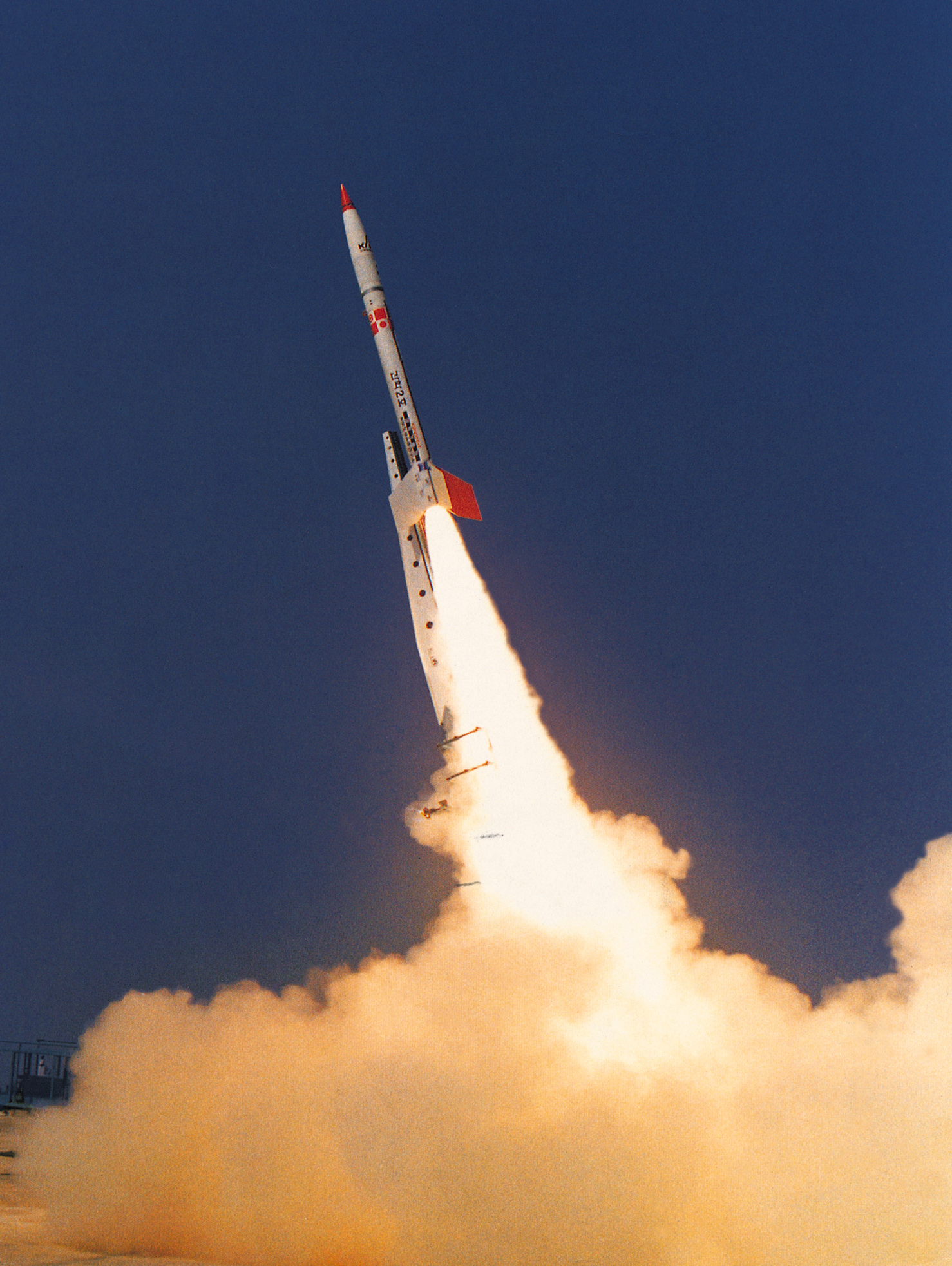
The launch of KARI KSR-1

| المؤشر                                                           | السنة | الترتيب | من أصل (دول) | المرجع                                        |
| ---------------------------------------------------------------- | ----- | ------- | ------------ | --------------------------------------------- |
| المنظمة الدولية لمصنعي السيارات – قائمة الدول حسب إنتاج المركبات | 2023  | 5       | 49           |                                               |
| الوكالة الدولية للطاقة الذرية – الطاقة النووية حسب البلد         | 2012  | 5       |              |                                               |
| رابطة الفولاذ العالمية – قائمة الدول حسب إنتاج الصلب             | 2017  | 6       | 40           |                                               |
| كتاب حقائق العالم – قائمة الدول حسب إنتاج الكهرباء               | 2017  | 9       | 211          |                                               |
| معهد ستوكهولم الدولي لأبحاث السلام – صناعة الأسلحة               | 2013  | 13      | 154          | نسخة محفوظة 2016-04-22 على موقع واي باك مشين. |

## الابتكار
| المؤشر                                                                               | السنة | الترتيب | من أصل (دول) | المرجع                                        |
| ------------------------------------------------------------------------------------ | ----- | ------- | ------------ | --------------------------------------------- |
| المؤشرات العالمية للملكية الفكرية – طلبات براءات الاختراع حسب الناتج المحلي الإجمالي | 2012  | 8       | 206          |                                               |
| المؤشرات العالمية للملكية الفكرية – طلبات براءات الاختراع لكل مليون نسمة             | 2012  | 6       | 206          |                                               |
| المؤشرات العالمية للملكية الفكرية – عدد تصميمات التطبيقات لكل مليون نسمة             | 2012  | 8       | 206          |                                               |
| المؤشرات العالمية للملكية الفكرية – براءات الاختراع المعطاة                          | 2012  | 4       | 206          |                                               |
| المؤشرات العالمية للملكية الفكرية – تسجيلات التصاميم الصناعية سارية المفعول          | 2012  | 3       | 206          |                                               |
| بلومبيرغ إل بي                                                                       | 2016  | 7       | 50           | بلومبيرغ إل بي                                |
| مجموعة بوسطن الاستشارية – مؤشر الابتكار الدولي                                       | 2009  | 2       | 110          | نسخة محفوظة 2021-06-16 على موقع واي باك مشين. |
| المنظمة العالمية للملكية الفكرية – مؤشر الابتكار العالمي                             | 2024  | 6       | 133          | [ 1 ]                                         |
| قائمة الدول حسب الإنفاق على البحث والتطوير - من الناتج المحلي الإجمالي               | 2012  | 9       | 72           |                                               |
| قائمة الدول حسب الإنفاق على البحث والتطوير – الإجمالي                                | 2011  | 5       | 72           |                                               |

## السياسة والقانون والعسكرية

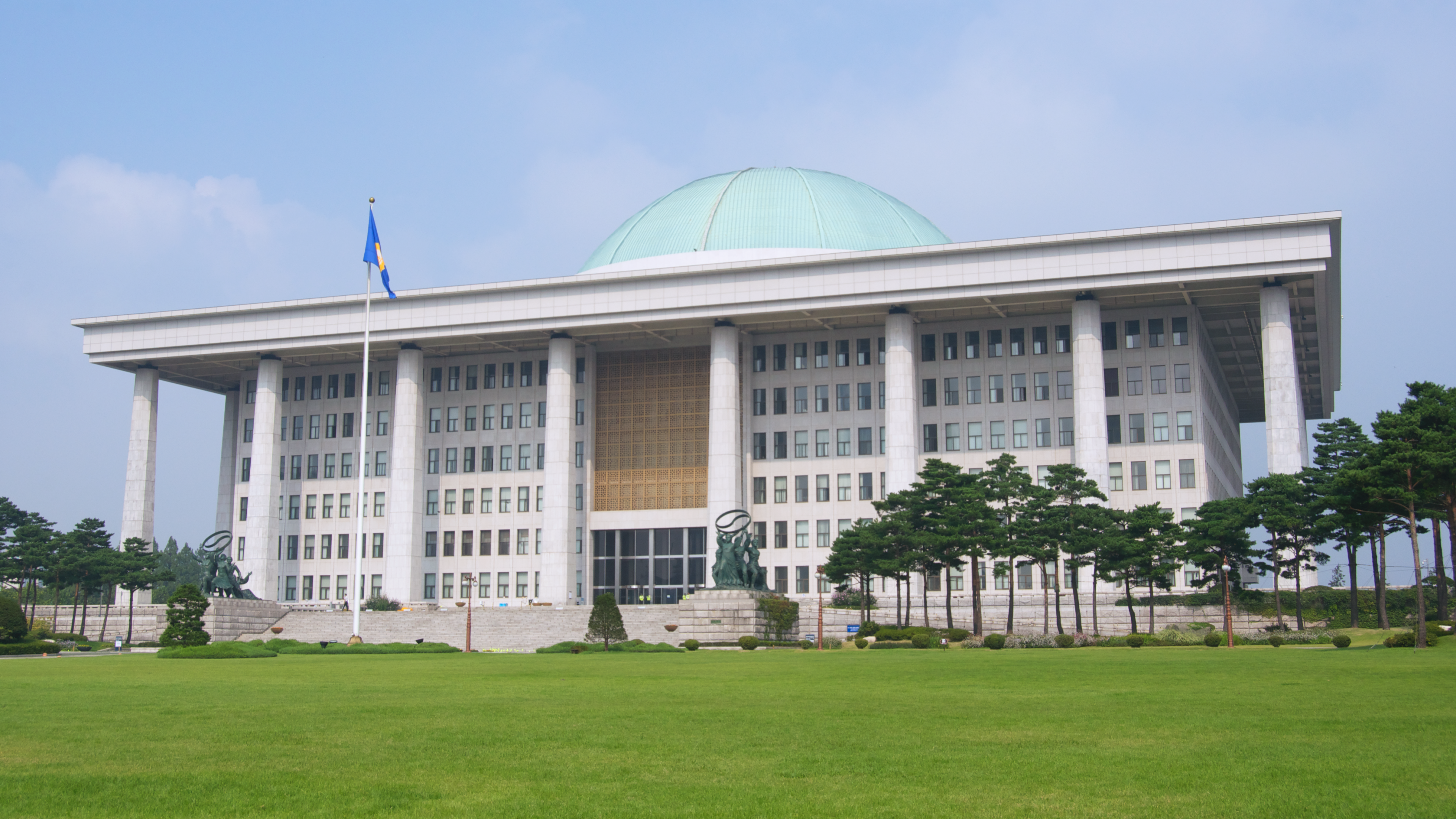
مبنى الجمعية الوطنية (كوريا الجنوبية)

الغرفة الرئيسية للجمعية الوطنية

| المؤشر                                                                       | السنة | الترتيب | من أصل (دول) | المرجع                                        |
| ---------------------------------------------------------------------------- | ----- | ------- | ------------ | --------------------------------------------- |
| الشفافية الدولية – مؤشر الفساد العالمي                                       | 2013  | 6       | 95           |                                               |
| منظمة التعاون الاقتصادي والتنمية – قائمة الدول حسب التشاور بشأن وضع القوانين | 2008  | 6       | 34           |                                               |
| المؤشر المركب للقدرة الوطنية                                                 | 2007  | 8       | 193          |                                               |
| معهد ستوكهولم الدولي لأبحاث السلام – قائمة الدول حسب الإنفاق العسكري         | 2013  | 10      | 154          |                                               |
| World Justice Project – Rule of Law Index                                    | 2015  | 11      | 102          |                                               |
| تصنيف الأمم                                                                  | 2013  | 12      | 40           |                                               |
| الشفافية الدولية – مؤشر دافعي الرشوة                                         | 2013  | 13      | 28           |                                               |
| وحدة استخبارات الإكونوميست – مؤشر الديمقراطية                                | 2012  | 20      | 167          |                                               |
| صندوق السلام – قائمة الدول حسب مؤشر الدول الهشة                              | 2013  | 23      | 178          |                                               |
| تصنيف الأمم                                                                  | 2023  | 24      | 49           |                                               |
| أمريكيون من أجل الإصلاح الضريبي – أمريكيون من أجل الإصلاح الضريبي            | 2013  | 37      | 130          |                                               |
| الشفافية الدولية – مؤشر مدركات الفساد                                        | 2015  | 37      | 177          | نسخة محفوظة 2019-11-13 على موقع واي باك مشين. |
| معهد الاقتصاد والسلام – مؤشر السلام العالمي                                  | 2015  | 42      | 162          |                                               |
| مراسلون بلا حدود – مؤشر حرية الصحافة                                         | 2023  | 47      | 180          |                                               |

## العلوم والتكنولوجيا

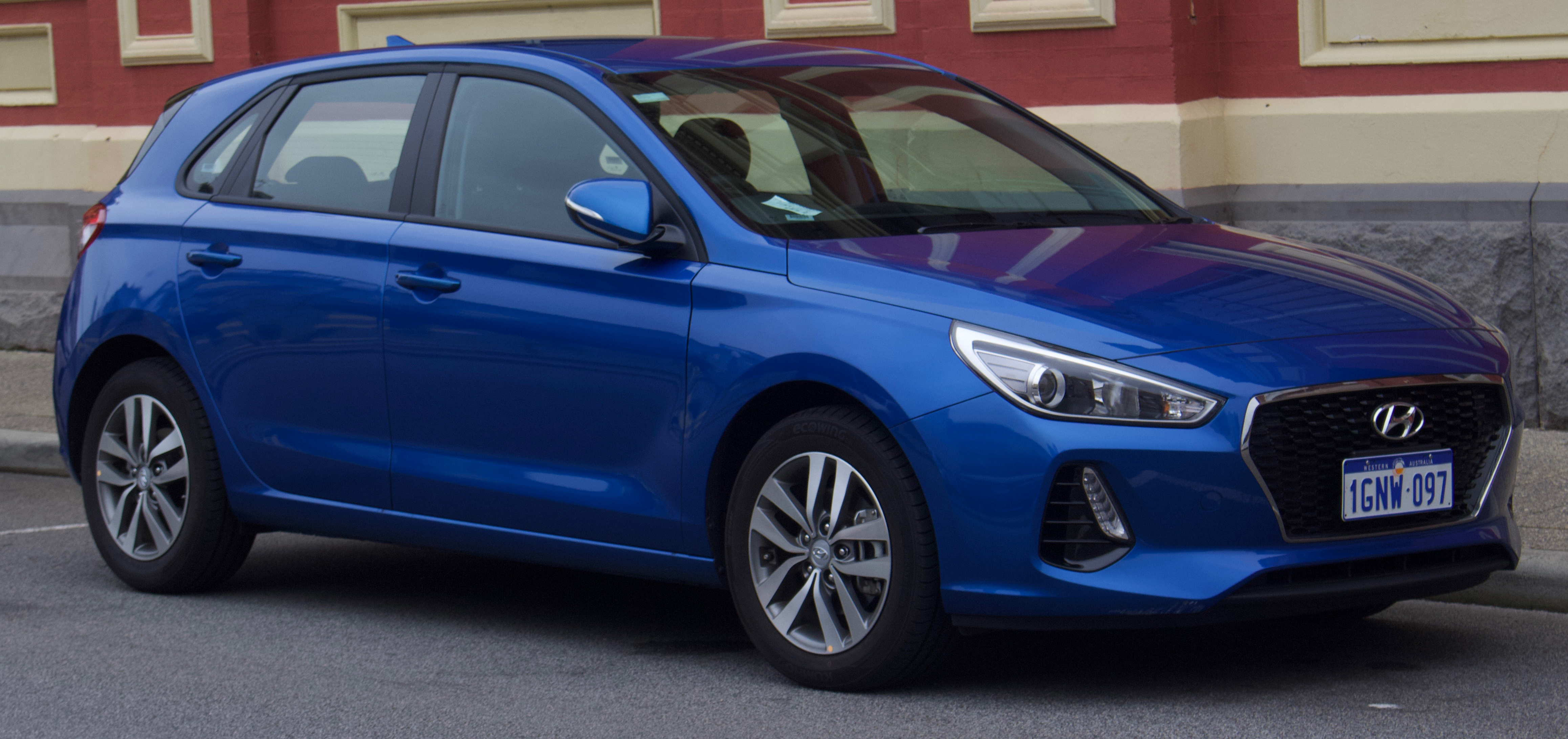
هيونداي موتور، واحدة من أكبر ثلاث علامات تجارية للسيارات في العالم

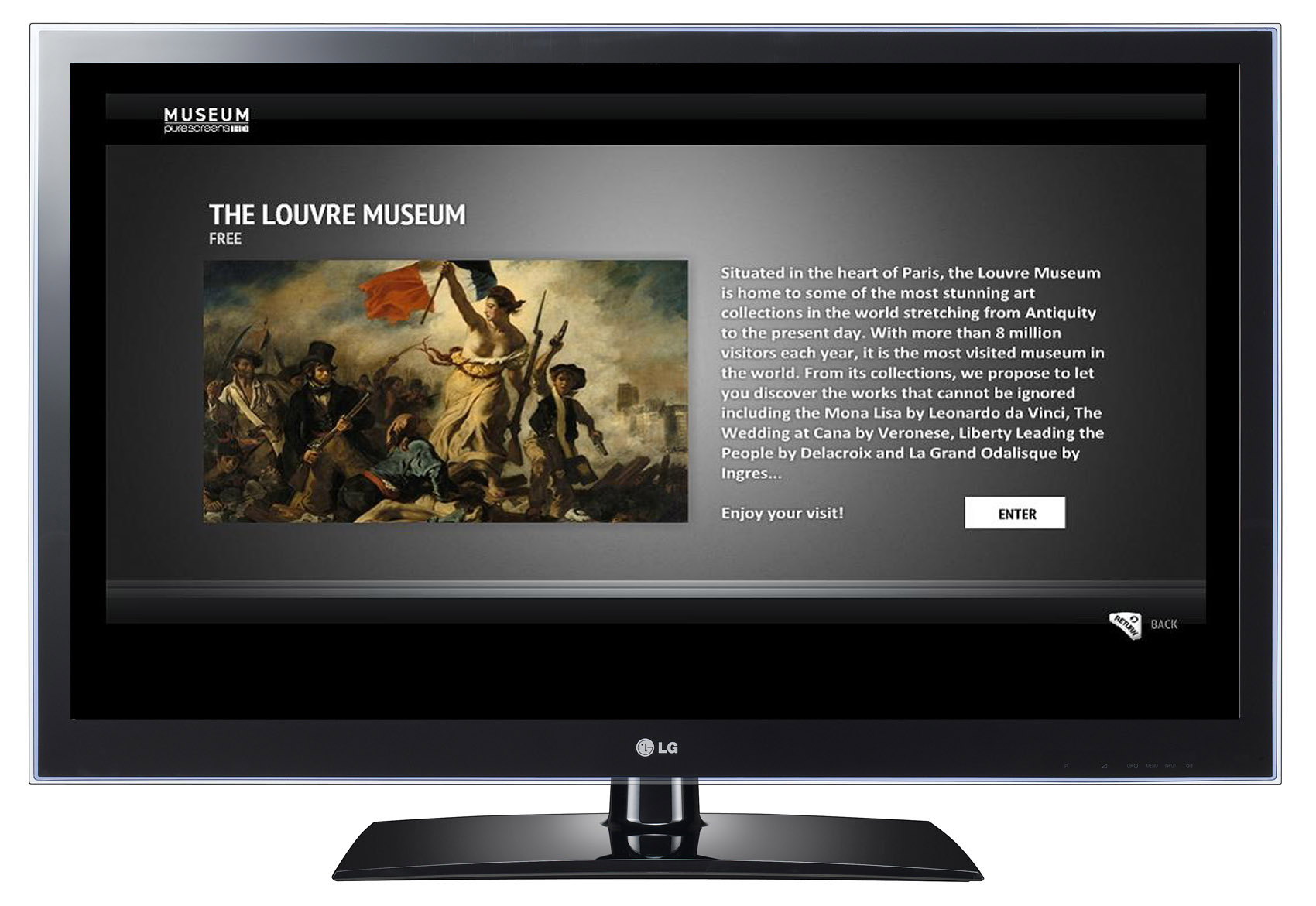
إل جي إلكترونيكس، الشركة رقم 1 في سوق أجهزة التلفاز في العالم

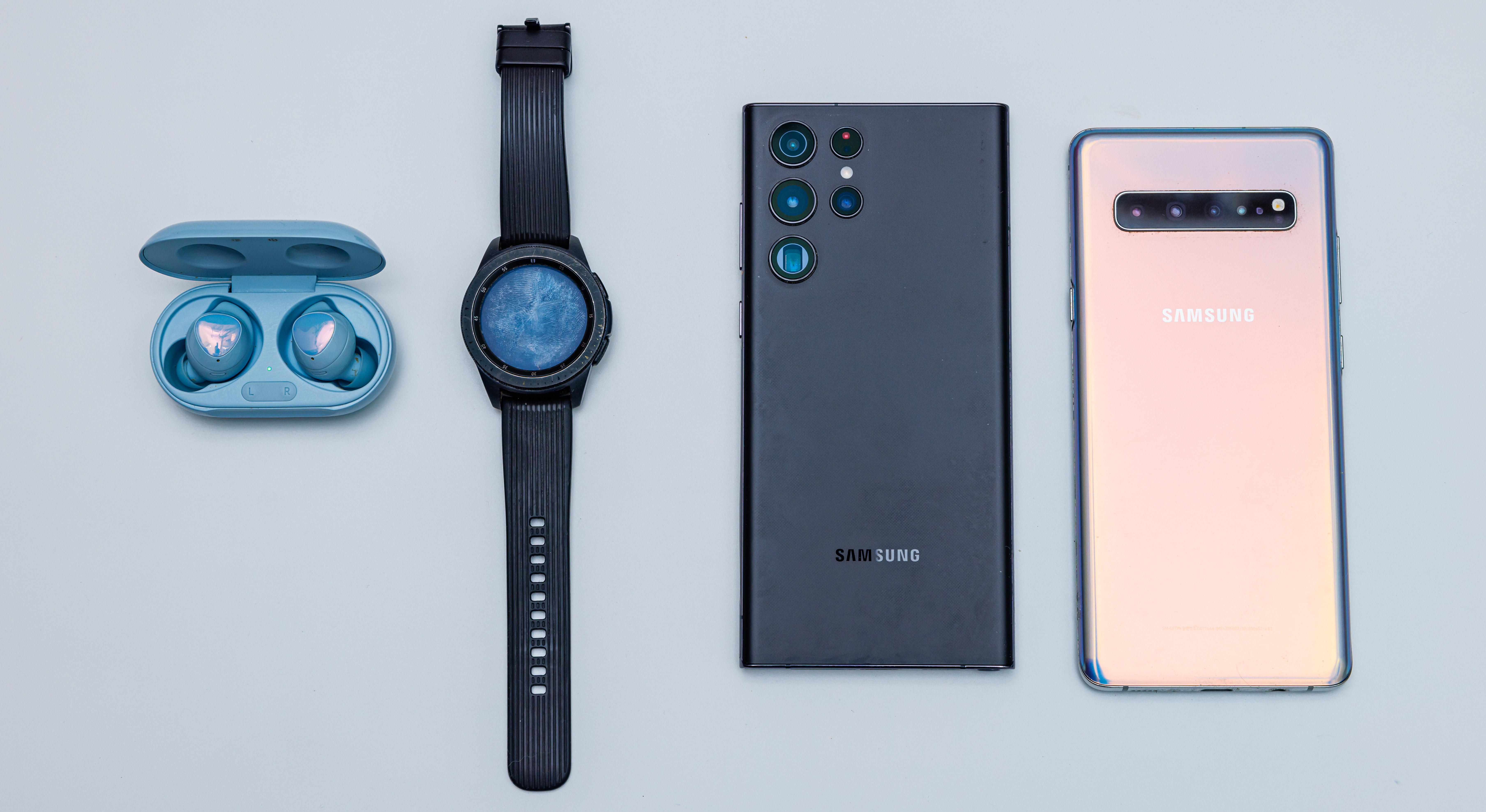
سامسونج إلكترونيكس، الشركة الأولى عالميًا من حيث حصة سوق الهواتف الذكية اعتبارًا من عام 2022

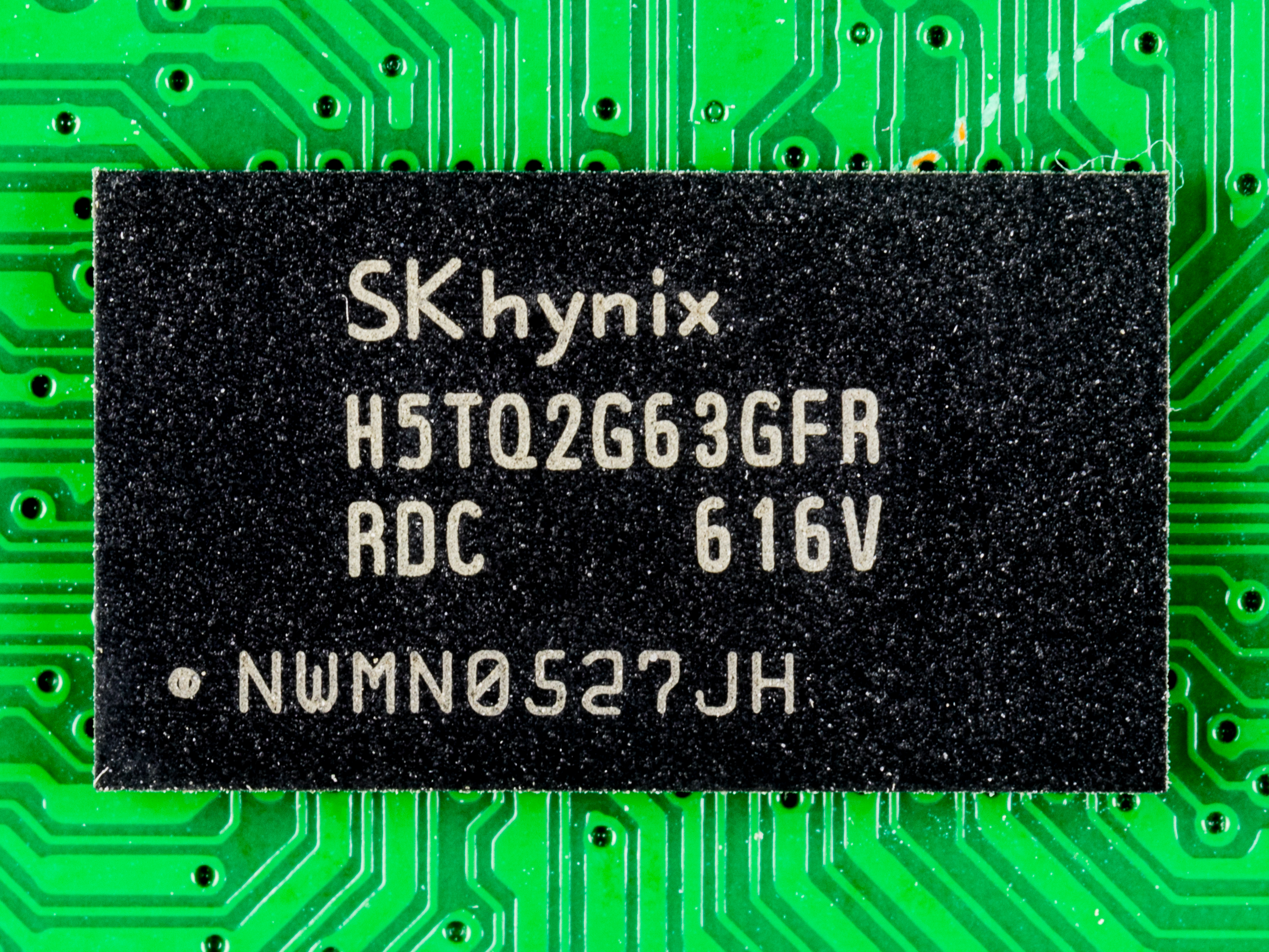
SK Hynix, the world's fourth-largest chipmaker in sales as of 2023

| المؤشر                                                              | السنة | الترتيب | من أصل (دول) | المرجع                                        |
| ------------------------------------------------------------------- | ----- | ------- | ------------ | --------------------------------------------- |
| جوجل – قائمة الدول حسب نسبة انتشار الهواتف الذكية                   | 2018  | 4       | 48           | نسخة محفوظة 2018-12-26 على موقع واي باك مشين. |
| موقع التجارب السريرية – قائمة الدول حسب تجارب أبحاث الخلايا الجذعية | 2014  | 3       | 11           |                                               |
| مؤشر تنافسية الفضاء                                                 | 2024  | 7       | 15           |                                               |
| مؤسسة الشبكة العنكبوتية العالمية – مؤشر الويب                       | 2014  | 8       | 81           |                                               |
| المنتدى الاقتصادي العالمي – مؤشر جاهزية الشبكة                      | 2014  | 10      | 145          |                                               |
| الأمم المتحدة – مؤشر تطور الحكومة الإلكترونية                       | 2022  | 3       | 193          |                                               |
| الأمم المتحدة – مؤشر المشاركة الإلكترونية                           | 2022  | 9       | 193          |                                               |
| الأمم المتحدة – مؤشر الخدمة عبر الإنترنت                            | 2022  | 3       | 193          |                                               |

## المجتمع وجودة الحياة
| التصنيف                                                                      | السنة     | الترتيب | من أصل (دول) | المرجع |
| ---------------------------------------------------------------------------- | --------- | ------- | ------------ | ------ |
| Screen Digest – فيلم                                                         | 2013      | 1       |              |        |
| قائمة الدول حسب مؤشر الدول الهشة                                             | 2013      | 18      | 178          |        |
| الأمم المتحدة – مؤشر التنمية البشرية                                         | 2012      | 12      | 187          |        |
| نيوزويك – "أفضل الدول في العالم"                                             | 2010      | 15      | 100          |        |
| المساعدة الإنمائية الرسمية -المساعدات المرسلة إلى الدول النامية              | 2012      | 16      | 23           |        |
| ذي إيكونوميست – معيار جودة المعيشة                                           | 2013      | 19      | 80           |        |
| Walk Free Foundation – مؤشر الرق العالمي                                     | 2013      | 23      | 160          |        |
| المنتدى الاقتصادي العالمي –تقرير رأس المال البشري                            | 2013      | 23      | 122          |        |
| منظمة التعاون الاقتصادي والتنمية – Time devoted to leisure and personal care | 2009      | 25      | 34           |        |
| مؤشر ليجاتوم للازدهار                                                        | 2014      | 25      | 104          |        |
| مركز التنمية العالمي – مؤشر الالتزام بالتنمية                                | 2013      | 26      | 166          |        |
| مؤشر التطور الاجتماعي                                                        | 2014      | 28      | 132          |        |
| تقرير حالة الأمهات حول العالم الخاص بمنظمة أنقذوا الأطفال                    | 2014      | 30      | 178          |        |
| وقت العمل                                                                    | 2012–2013 | 32      | 35           | [ 2 ]  |
| منظمة التعاون الاقتصادي والتنمية – دولة رفاهية                               | 2014      | 32      | 34           |        |
| الأمم المتحدة – تقرير السعادة العالمي                                        | 2013      | 41      | 166          |        |
| Charities Aid Foundation – مؤشر العطاء العالمي                               | 2012      | 45      | 145          |        |

## السياحة

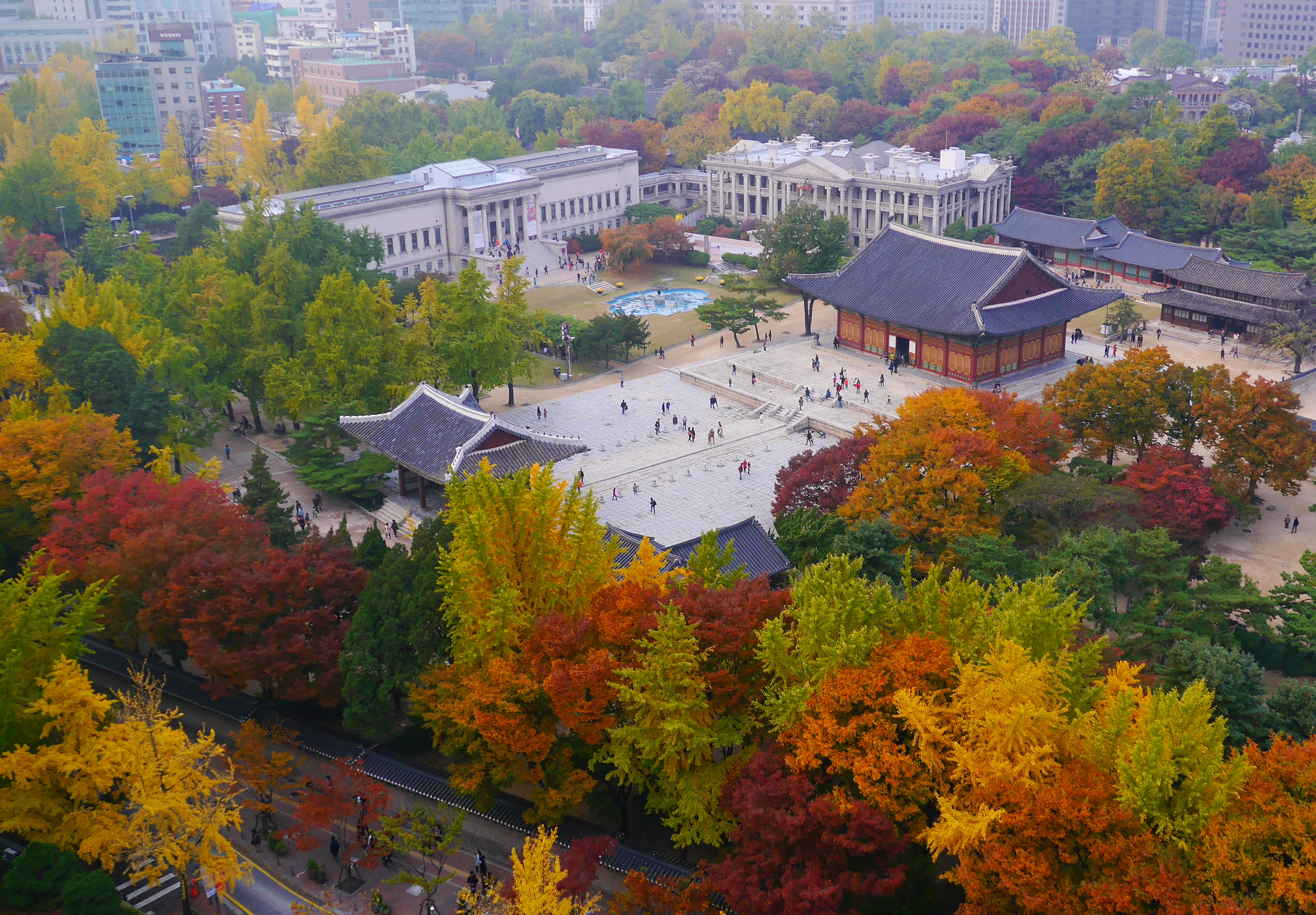
قصر ديوك سوغونغ في سول، أحد مناطق الجذب السياحي الشهيرة

| التصنيف                                                  | السنة | الترتيب | من أصل (دول) | المرجع |
| -------------------------------------------------------- | ----- | ------- | ------------ | ------ |
| منظمة السياحة العالمية – إحصائيات السياحة العالمية       | 2013  | 23      | 193          |        |
| المنتدى الاقتصادي العالمي – تقرير تنافسية السفر والسياحة | 2013  | 15      | 140          |        |
| يونسكو – موقع تراث عالمي                                 | 2023  | 22      | 34           |        |

## النقل

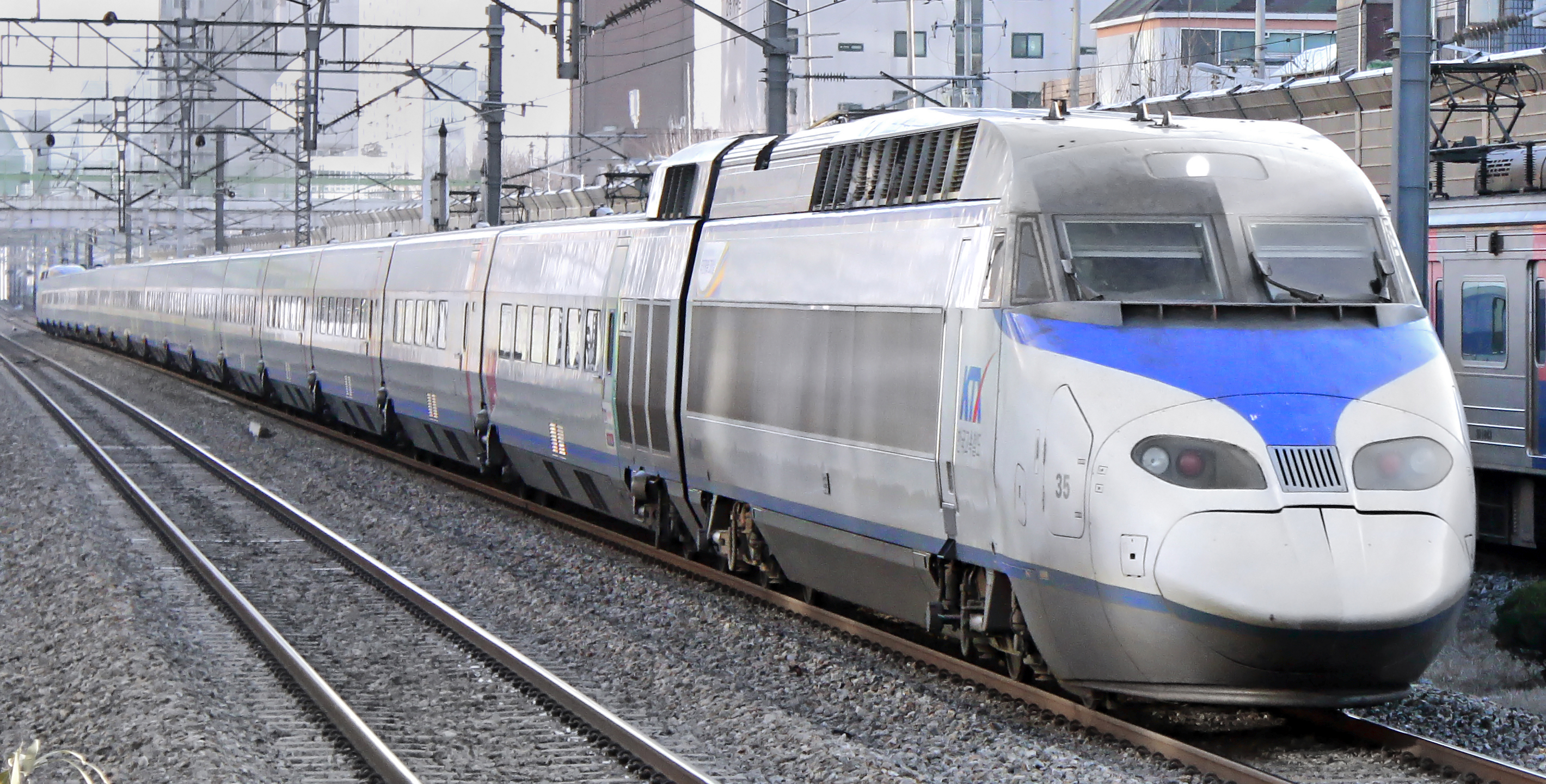
KTX train

| التصنيف                                            | السنة | الترتيب | من أصل (دول) | المرجع |
| -------------------------------------------------- | ----- | ------- | ------------ | ------ |
| كتاب حقائق العالم – عدد مطارات المروحيات           | 2013  | 2       | 192          |        |
| كتاب حقائق العالم – قائمة الدول حسب حجم شبكة الطرق | 2009  | 8       | 192          |        |

## الثقافة

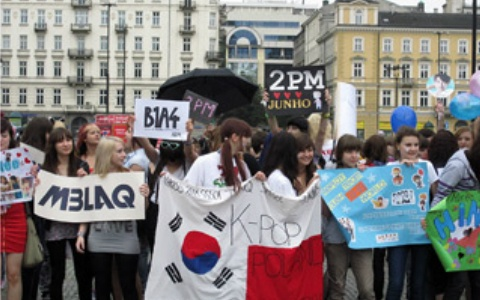
معجبو فرقة ك-بوب خارج المركز الثقافي الكوري في وارسو، بولندا، عام 2011

| اسم المؤشر                 | السنة | الترتيب | من أصل (دول) | المرجع |
| -------------------------- | ----- | ------- | ------------ | ------ |
| مؤشر القوة الناعمة العالمي | 2023  | 15      | -            |        |